# The Passage of Time
The Passage of Time è un singolo del supergruppo statunitense Liquid Tension Experiment, pubblicato il 22 gennaio 2021 come primo estratto dal terzo album in studio Liquid Tension Experiment 3.

## Descrizione
Della durata di sette minuti e mezzo, il brano rappresenta la prima pubblicazione inedita del gruppo a distanza di 22 anni dall'uscita dell'album Liquid Tension Experiment 2 nonché il primo composto per il disco a seguito dell'incontro tra i quattro musicisti avvenuta nell'estate del 2020. Dal punto di vista musicale The Passage of Time si caratterizza per un ritmo sostenuto della batteria e per i continui cambi di tempo tipici del quartetto.

## Video musicale
Il videoclip, presentato in concomitanza con il lancio del singolo, è stato diretto da Christian Ross e mostra scene del gruppo intento ad eseguire il brano nei propri studi unite ad animazioni ispirate alla copertina dell'album.

## Tracce
1. The Passage of Time – 7:33

## Formazione
- Tony Levin – basso, Chapman Stick
- John Petrucci – chitarra
- Mike Portnoy – batteria
- Jordan Rudess – tastiera